# ベルナルディーノ・ルイーニ

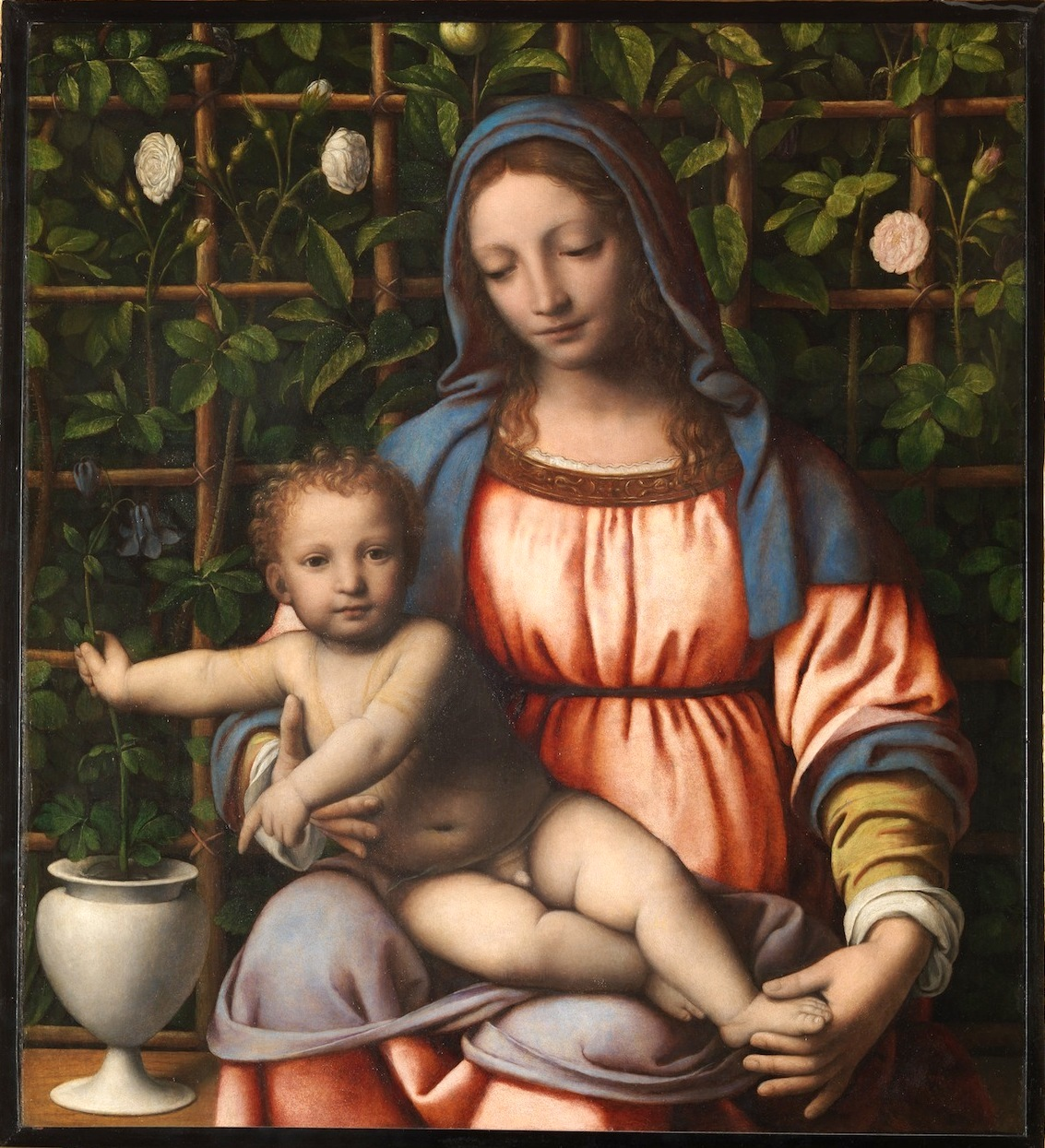
ベルナルディーノ・ルイーニ作『バラ園の聖母』ブレラ美術館蔵

ベルナルディーノ・ルイーニ （Bernardino Luini, 1480年/1482年頃 - 1532年）は、イタリアの画家。レオナルド・ダ・ヴィンチの影響を受けている。ルイーニとジョヴァンニ・アントーニオ・ボルトラッフィオの2人とも、レオナルドと直接仕事したと言われている。『自分の生まれながらの根底が彼を包み込むことができたように、レオナルドから多くをもたらされた。』と記述された。彼の作品の多くが結果としてレオナルドの作品とみられてきた。彼は特に、ウラジーミル・ナボコフが『ルイネスク』（Luinesque）と呼んだ、うっすらと開いた目をした優雅な女性像で知られる。 

## 生涯

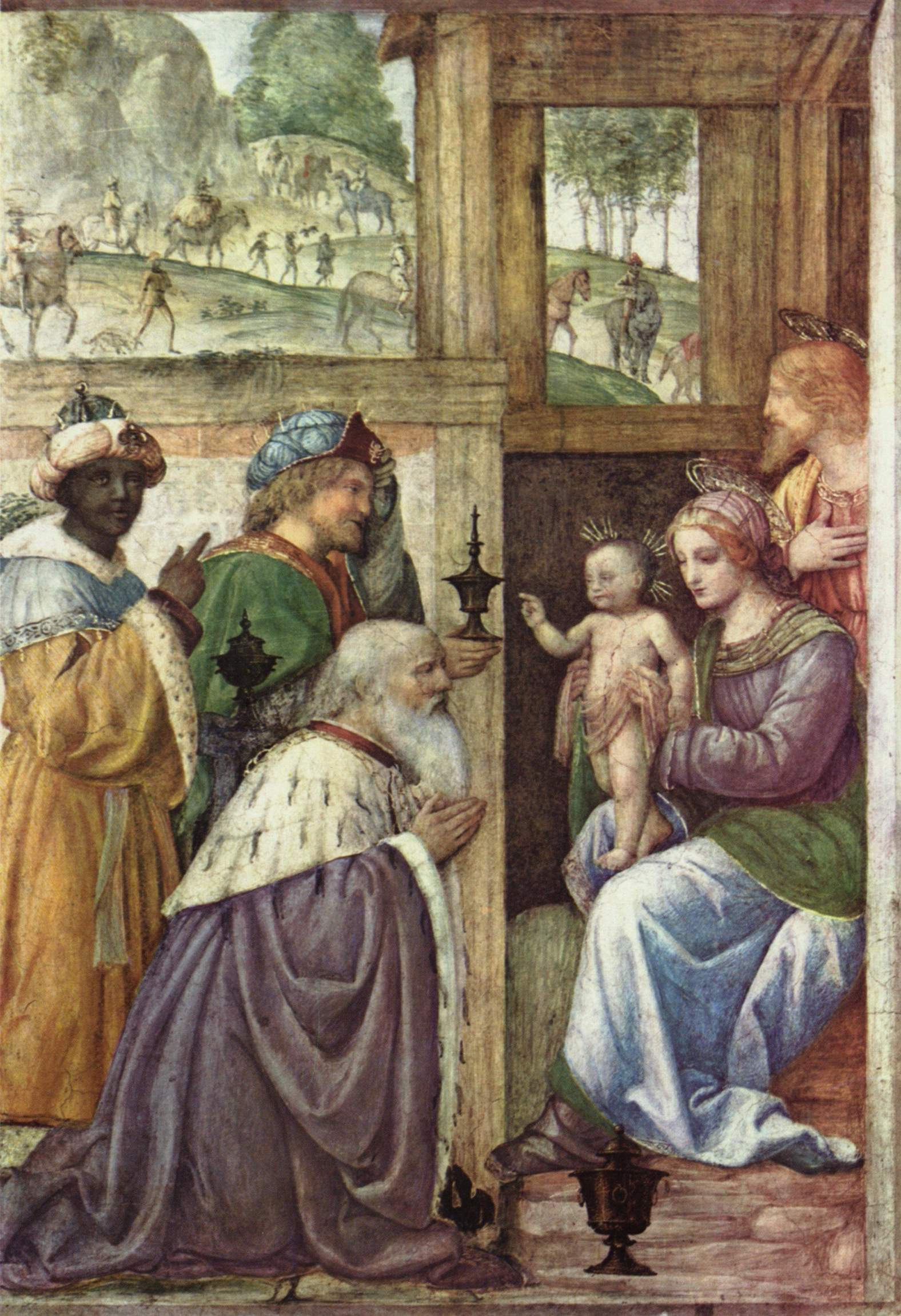
『聖マギの崇拝』、1520年-1525年、 ルーヴル美術館

ルイーニは、ベルナルディーノ・デ・スカピス（Bernardino de Scapis）として、マッジョーレ湖近郊のドゥメンツァの分離集落、ルーノで生まれた。彼の生涯の詳細は非常に乏しい。  
1500年、彼は父親とともにミラノへ移った。ロマッツォによると、彼はジョヴァン・ステファノ・スコットの元で修行を積んだ。また、アンブロジオ・ベルゴニョーネの弟子であったともいう。1504年から1507年、彼はおそらくトレヴィーゾにいた。誰の作品が論議を呼んでいた『聖母子』にBernardinus Mediolanensis faciebatとの署名がされており、それを証拠とするとである。この時期からエステルゴムのキリスト教美術館にある『聖母子』の一つが描かれ、『死んだキリストの哀悼』（1506年頃、ブダペスト美術館所蔵）が描かれた。彼の最初のフレスコ画は、ルイーノのサン・ピエトロにある『聖マギの崇拝』（1505年頃）、そしてモンツァ聖堂の司祭館にあるフレスコ画『聖ゲラールドと画家たち』である。 
1509年、ルイーニはミラノへ戻り、『パドヴァの聖アントニウス』（ポルディ・ペッツォーリ美術館所蔵）の制作依頼を受けた。この絵はベルナルディーノ・ザナーレの『カントゥの多翼祭壇画』に影響を受けている。1510年代、彼はピラストレッロのサンタ・マリア・ヌオヴァ礼拝堂内のフレスコ画、サンタ・マリア・デッラ・パッショーネ内の『死んだキリストの哀悼』、キアラヴァッレ修道院の『聖母子』、サン・ジョルジョ・ディ・パラッツォ教会のフレスコ画（1516年）、パヴィーア修道院内フレスコ画など多くを手がけた。
1509年から1514年、ルイーニの最高作として知られるものの一つ、セスト・サン・ジョヴァンニにあるヴィッラ・ペルッカのフレスコ画を手がけた（現在ブレラ美術館蔵）。これはジローラモ・ラビアに命じられた仕事である（パラッツォ・ラビア内に、神話を主題とした絵画を制作した（現在はベルリン美術館とナショナルギャラリーにある）。
1521年、彼はローマへ旅行し、そこでラファエロ・サンティの影響を受けた。これは1520年から1523年に実行されたヴィッラ・ラ・ペルッカのフレスコ画に影響をみてとれる。現在ブレラ美術館にある他の作品も同様である。1523年から、レニャーノのサン・マニョ聖堂の美しい多翼祭壇画を製作した。
1525年前後に、彼は聖母マリアとキリストの生涯を描いたフレスコ画を、サロンノにあるサンタ・マリア・デイ・ミラーコリの内陣に完成させた。同じ年、コモのサンタッボンディオ教会のファサードにフレスコ画を描いたのも彼である。他の彼の中期の作品には、『聖家族』（プラド美術館蔵）、2つある『サロメ』（ボストン美術館蔵と、ウフィツィ美術館蔵）、『貴婦人の肖像』（ナショナル・ギャラリー蔵）である。1526年から、『聖母子と聖人たち』（リー・フェアハム・コレクション蔵）が制作された。
1529年、ルイーニは自らの傑作の一つ、巨大な『情熱と磔刑』（ルガーノにあるサンタ・マリア・デッリ・アンジェリ教会のフレスコ画）を完成させた。同じ教会内で、他の作品と対にされている。1531年、彼はサロンノの内陣製作へ戻っていき、他のフレスコ画を加えた。彼は晩年、レオナルドによる影響をさらに強めた。『聖アンナ』（アンブロジアーナ絵画館蔵）、『聖カタリナ』（エルミタージュ美術館蔵）にそれが見られる。
ルイーニはミラノで死んだ。息子のアウレリオは画家となった。

## 主な作品
- 『聖母マリア、聖アウグスティヌス、聖マルガレタ』、ジャックマル＝アンドレ美術館、パリ。"Bernardino Milasnese"との署名と1507年の日付あり
- 『聖母子と聖ヨハネ』 (1510年頃)、ナショナル・ギャラリー（ロンドン）。同じ主題の絵がボストンのフォッグ美術館にもある。
- 『バラ園の聖母』(1510-1511年)、ブレラ美術館
- 『王座に就いた聖母』 (1512年頃)、キアラヴァッレ修道院
- 『聖母子』 (1510-1520年)、カポディモンテ美術館
- 『博士たちに囲まれたキリスト』 (1515年-1530年)、ナショナル・ギャラリー（ロンドン）
- サン・ジュゼッペ礼拝堂のフレスコ画（1518年-1520年）　分離され、現在はブレラ美術館蔵
- 『聖カタリナ』、ナショナル・ギャラリー（ロンドン）（同じ主題の絵がエルミタージュ美術館にある）。
- 『サロメ』、ボール州立大学美術館、アメリカ合衆国インディアナ州
- ラビア家の邸宅のため製作したフレスコ画群（1520年-1525年）、現在ブレラ美術館、ベルリン美術館、ナショナル・ギャラリー (ワシントン)に分散展示。)
- 『聖ヨハネとともにいる聖母子』、リヒテンシュタイン美術館、ウィーン
- キリストの生涯と聖母マリアの生涯を描いたフレスコ画群（1525年）、サンタ・マリア・デイ・ミラーコリ、サロンノ
- 『貴婦人の肖像』 (1525年) ナショナル・ギャラリー（ワシントン）
- 『聖マギの崇拝』（1520年-1525年）、フレスコ画から切り離され、現在ルーヴル美術館蔵
- 『洗礼者ヨハネの首を持つサロメ』 (1527年ごろ)、ウフィツィ美術館
- 『聖家族』 (1530年以前)、プラド美術館蔵
- 『聖家族と聖アンナ、洗礼者ヨハネ』 (1530年ごろ)、アンブロジアーナ絵画館蔵

## 参照
- Freedberg, Sydney J. (1993). Pelican History of Art. ed. Painting in Italy, 1500-1600. Penguin Books. pp. pp. 390-391
- Lavin, Irving (1954). Journal of the Warburg and Courtauld Institutes. ed. Cephalus and Procris: Transformations of an Ovidian Myth. XVII. pp. pp. 260-87, 366-72